# Chuli
Manuel Jesús Vázquez Florido, detto Chuli (Huelva, 25 gennaio 1991), è un ex calciatore spagnolo, di ruolo attaccante.

## Carriera
Nel giugno 2013 il giocatore passa dal Recreativo Huelva al Real Betis per circa 600.000 euro, firmando un contratto quadriennale.
Segna il gol-vittoria nella partita di UEFA Europa League 2013-2014 contro il Vitoria SC  in Portogallo (partita finita 1-0).